# قره‌قول‌لار
قره‌قول‌لار (به لاتین: Qaraqullar) منطقه‌ای مسکونی در جمهوری آذربایجان است که در شهرستان داش‌کسن واقع شده است. قره‌قول‌لار ۷۹۶ نفر جمعیت دارد.